# Rolls-Royce Phantom III
Pour les articles homonymes, voir Rolls-Royce Phantom.
La Rolls-Royce Phantom III (Fantôme III) était le châssis le plus perfectionné et puissant que le fabricant d'automobile britannique Rolls-Royce ait produit avant-guerre. Présentée en octobre 1935 à l’Olympia Motor Exhibition de Londres, la production en série a commencé en 1936. La Phantom III a remplacé la Phantom II et était la seule Rolls-Royce à moteur V12 jusqu'à l'introduction en 1998 de la Silver Seraph. Seulement 727 châssis de Phantom III V12 sont fabriqués lorsque la production prend fin brusquement en 1939, au déclenchement de la Seconde Guerre mondiale, Rolls-Royce transférant toute sa production pour soutenir l'effort de guerre. La Phantom III était la dernière voiture sur laquelle Henry Royce ait travaillé, il meurt pendant son développement, en 1933.

## Mécanique

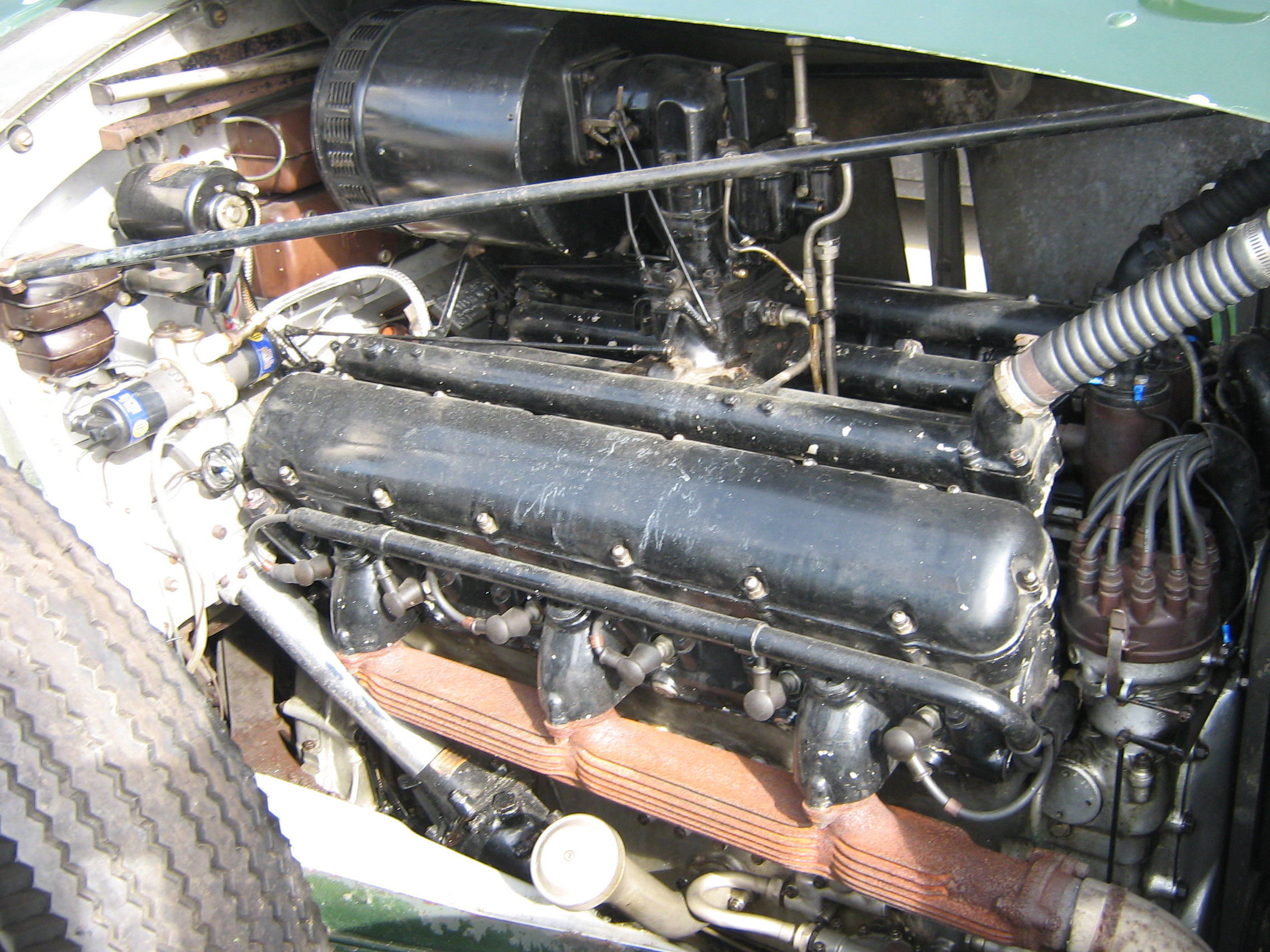
Moteur V12 d'une Rolls-Royce Phantom III.

La Phantom III est propulsée par un moteur à 12 cylindres en V à 60° en alliage d'aluminium de 7,34 L (448in³), avec un alésage de 82,5 mm et une course de 114,3 mm. Il s'agit d'un moteur à poussoir avec soupapes en tête actionnées par un seul arbre à cames entre les bancs de cylindres. Les premières voitures avaient des poussoirs hydrauliques ou, plutôt, un système unique de bagues excentriques dans chaque culbuteur individuel qui était actionné par un petit piston hydraulique; la bague excentrique assurant un jeu de soupape nul à l'interface culbuteur / soupape. Ce système a été changé en poussoirs réglables solides en 1938. La Phantom III est inhabituel pour ses systèmes d'allumage doublé, avec deux distributeurs, deux bobines et 24 bougies d'allumage. L'essence est fournie par une pompe électrique double SU. Des roues à rayons sont équipées de série, mais de nombreuses voitures sont équipées de disques de roue plein Ace qui ont été montés pour améliorer l'esthétisme et réduire le temps nécessaire pour nettoyer les roues à rayons après utilisation.
La voiture est équipée d'un cric de bord et d'un système de lubrification du châssis à un coup, actionné par un levier à l'intérieur du compartiment du conducteur. La suspension indépendante avant par système à ressort hélicoïdal est complétée par des ressorts à lames à l'arrière. La voiture a une transmission manuelle à 4 vitesses avec synchroniseur sur les rapports 2, 3 et 4. Une boîte de vitesses avec overdrive (vitesse surmultipliée) a été ajoutée en 1938, le changement de rapport étant contenu dans la boîte de vitesses plutôt que dans une unité séparée. La voiture est équipée de freins servo-assistés aux 4 roues appliqués par câble (à l'aide d'un servo fabriqué sous licence Hispano-Suiza). La coque du radiateur est en acier Staybrite.
L'essentiel de la voiture se reflète dans ses performances. Un exemple testé en 1938 par le magazine anglais Autocar a renvoyé une vitesse de pointe de 140 km/h et un temps de 0 à 96 km/h de 16,8 secondes. La consommation globale de carburant citée à partir de cet essai routier était de 28 litres aux 100 kilomètres.

## Carrosserie
Seuls les châssis et les pièces mécaniques ont été fabriqués par Rolls-Royce. Les carrosseries des voitures étaient construites et installés par des carrossiers sur demande des propriétaires ou des concessionnaires, qui pouvaient avoir des voitures construites pour leur showroom d'exposition. Certains des carrossiers les plus célèbres qui ont produit des carrosseries pour les voitures Rolls-Royce sont Windovers, Barker, Park Ward, H. J. Mulliner & Co., Hooper, Thrupp & Maberly ou encore Vesters & Neirinck à Bruxelles.
Les types de carrosserie, y compris les limousines, étaient des berlines, des coupés et des cabriolets. Une configuration très appréciée à l'époque était la Sedanca de ville ou Coupé de ville, berline luxueuse dont la partie conducteur (généralement sans toit) était cloisonnée de la partie passager. La carrosserie Limousine de ville était assez similaire mais comprenait jusqu’à 7 places à l'arrière, et généralement 3 vitres latérales. Il y a également existé des modèles carrossé en landaulet, où les passagers arrière étaient couverts par un toit décapotable. Souvent, le conducteur était séparé des passagers arrière par une division, comme avec une limousine. Quelques voitures d'occasions ont été converties en corbillard et break de chasse.

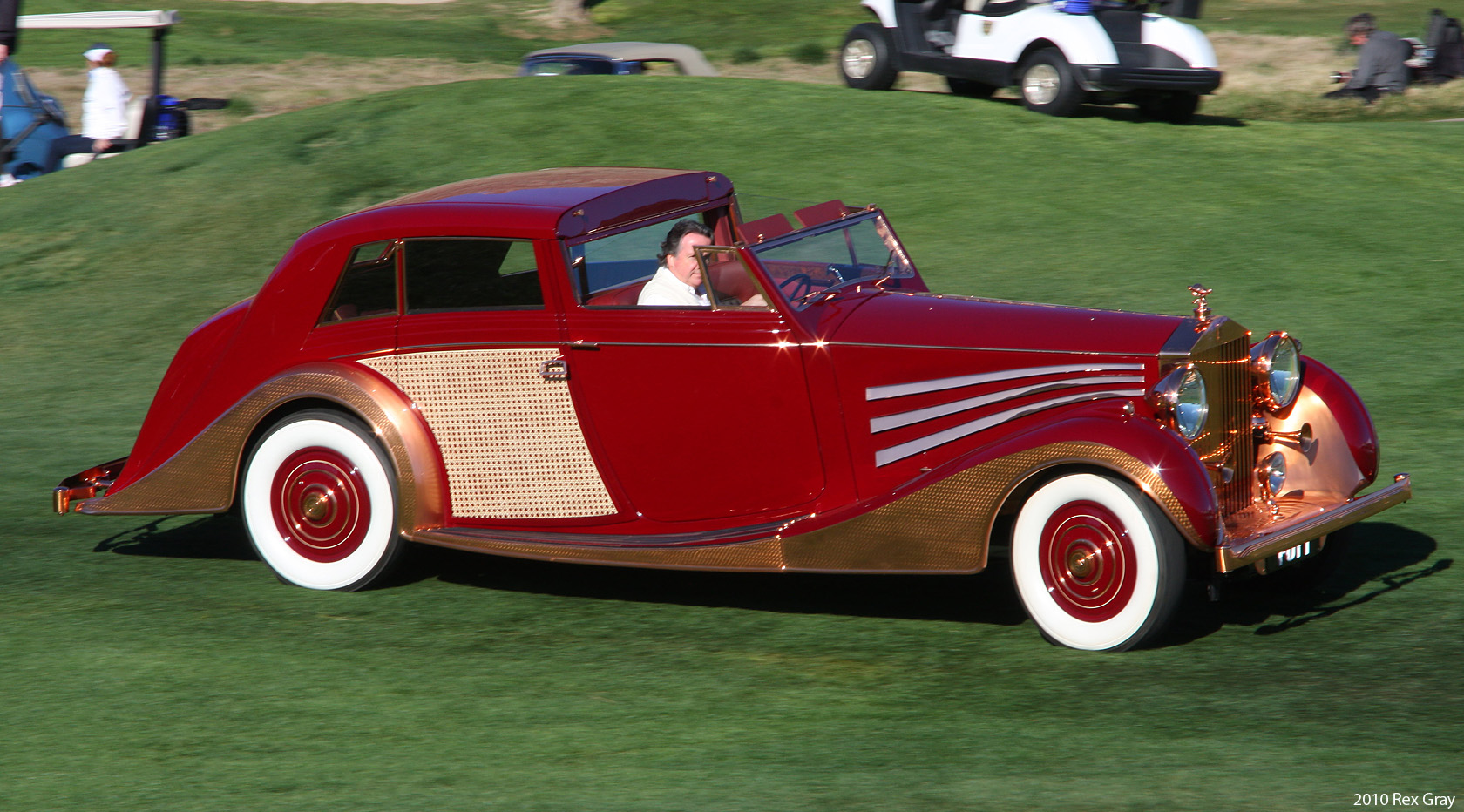
Sedanca de ville.
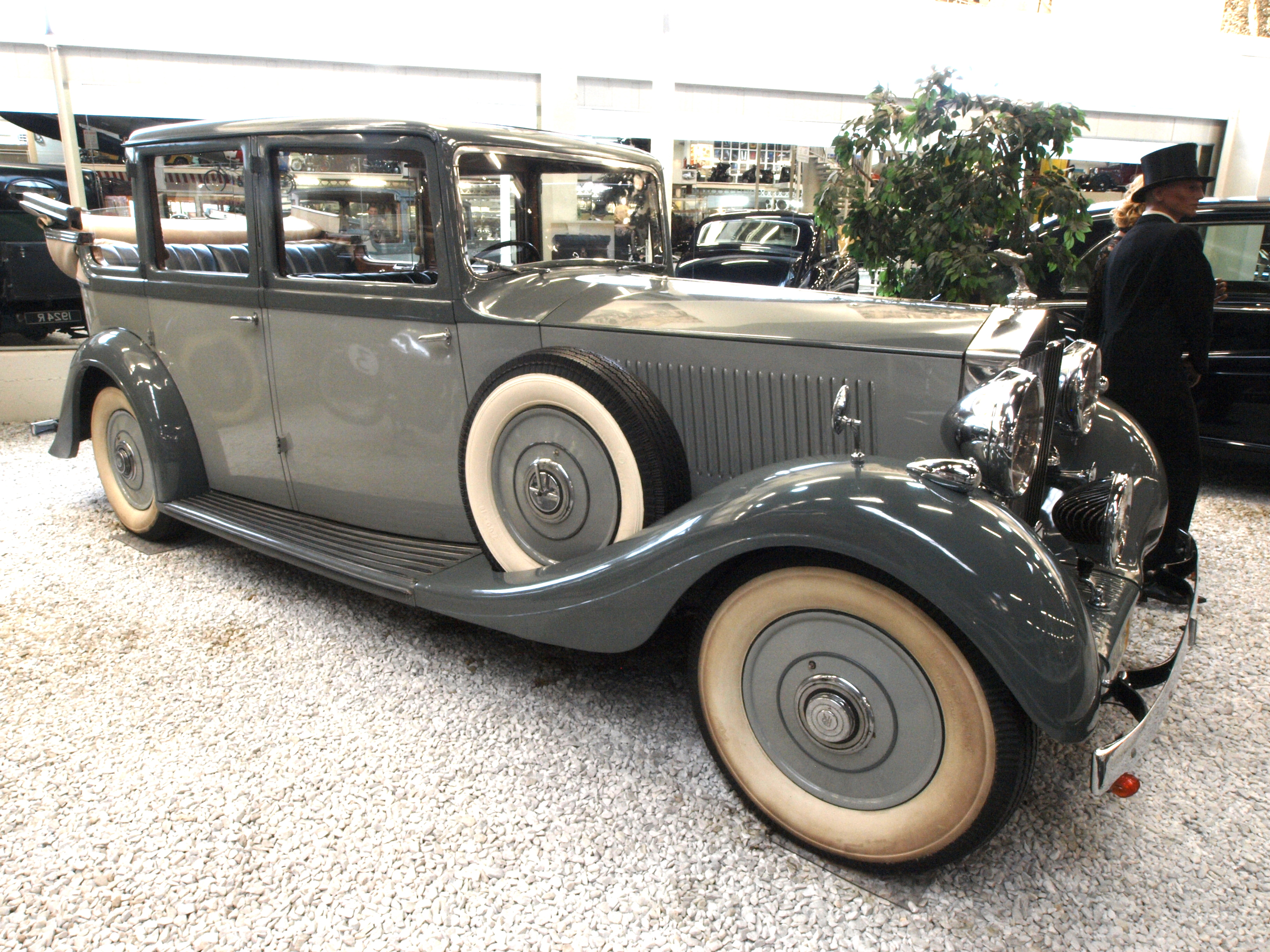
Landaulet.
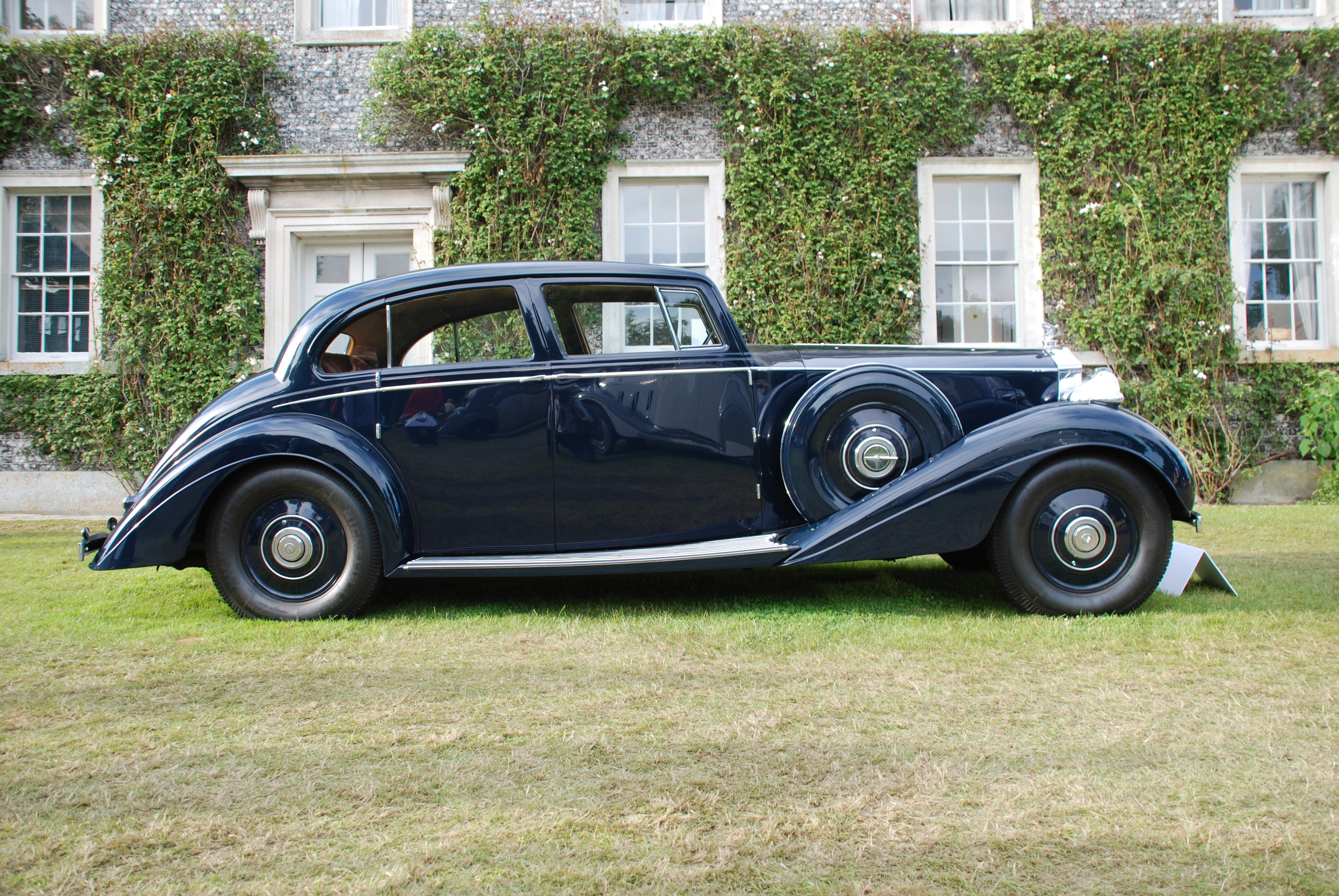
Berline sportive.
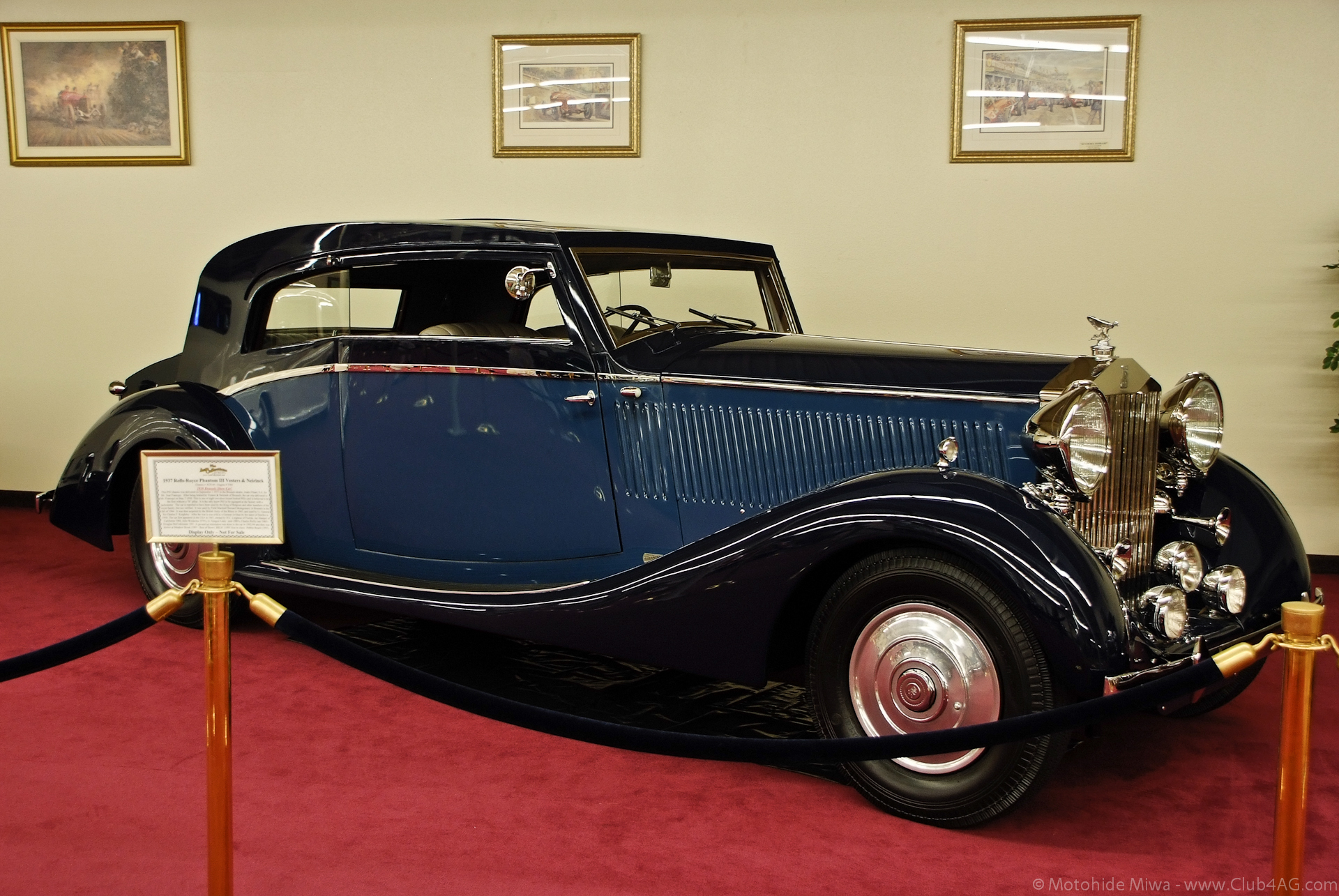
Coupé.
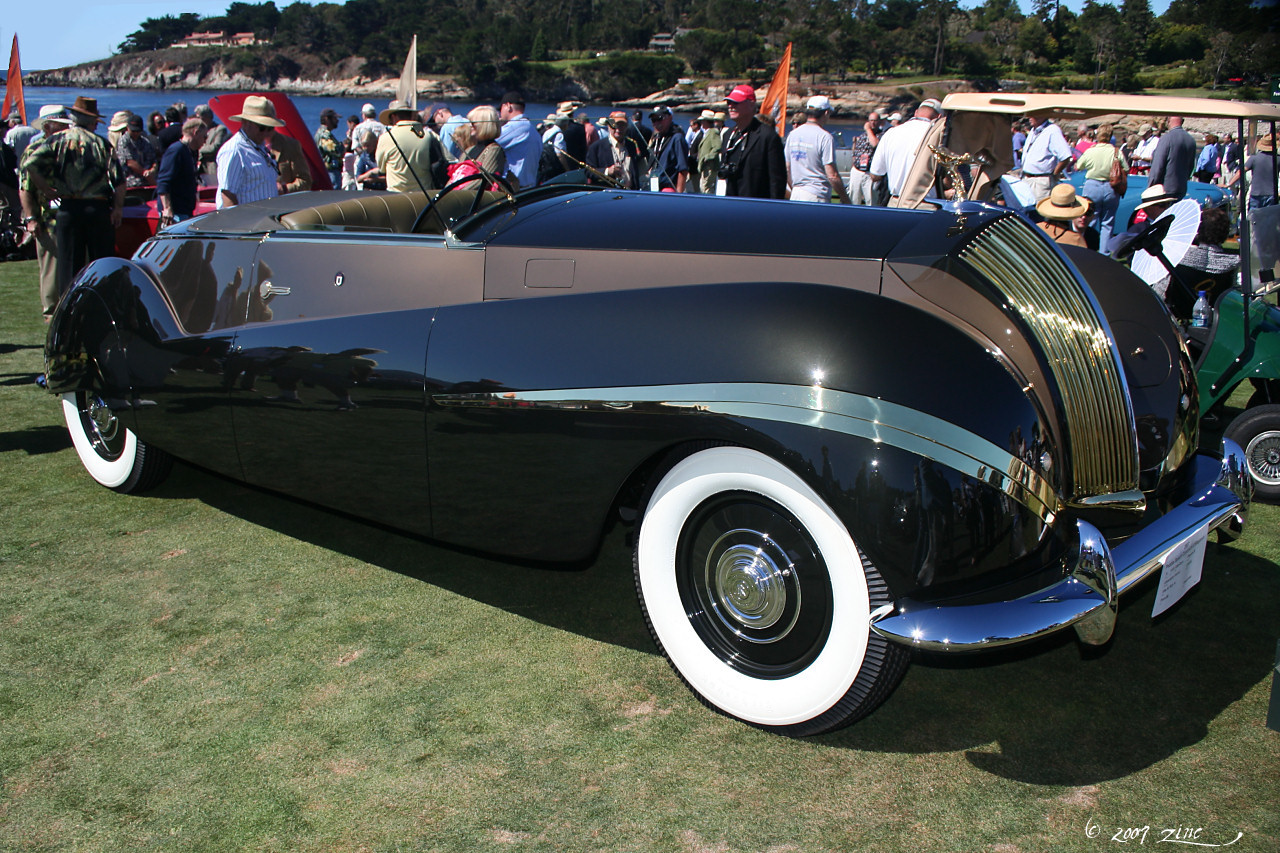
Cabriolet.

## Au cinéma

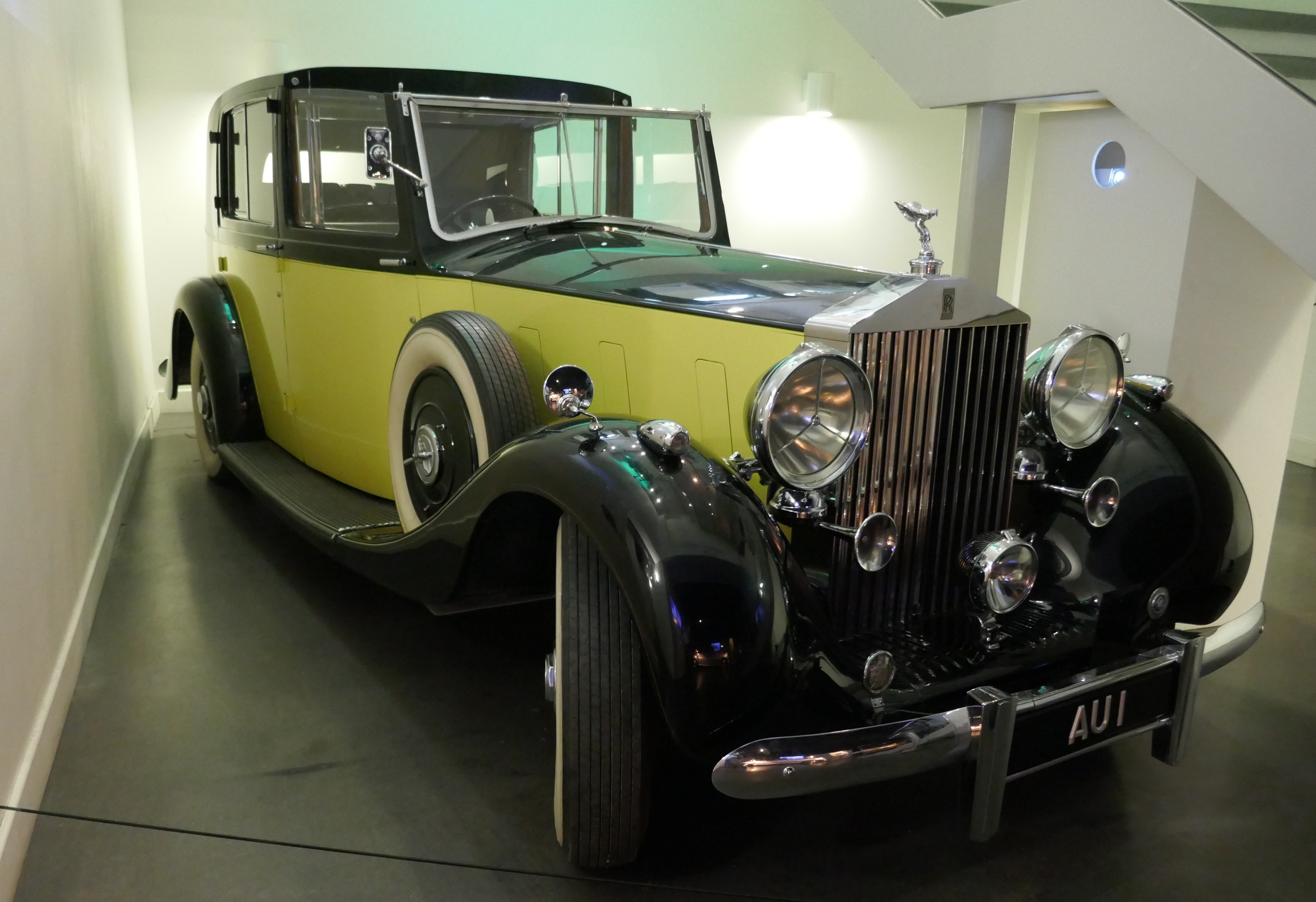
Rolls-Royce Phantom III du film Goldfinger.

En 1964, 25 ans après la fin de la production, le méchant Auric Goldfinger (joué par Gert Fröbe) conduisait une Rolls-Royce Phantom III noir et jaune parfaitement conservée (numéro de châssis #3BU168, Sedanca de Ville du carrossier Barker), dans le film Goldfinger de la saga James Bond, sachant que sa grande puissance serait en mesure 
de supporter le poids des immenses quantités d'or qu'il faisait passer en contrebande à travers l'Europe.